# Large Hadron Collider
Large Hadron Collider (ofte forkortet LHC) er CERN's største partikelaccelerator. Det centrale mål med LHC er, at eftervise standardmodellen, samt finde eventuelle begrænsninger. Der vil specielt blive fokuseret på at finde den hypotetiske Higgs-boson. LHC er opbygget som en 27 kilometer cirkulær tunnel, som befinder sig mellem 40 og 170 meter under jordens overflade. Tunnelen ligger under den fransk-schweiziske grænse ved Genève.
Acceleratoren består af to superledende ringe, hvor energirige protoner cirkulerer i hver sin retning. Fire forskellige steder mødes ringene, og her er der opsat store detektorer, som laver målinger på protonsammenstødene. Ved et protonsammenstød vil man opnå en energi på 14 TeV, hvilket er syv gange kraftigere end på den hidtil største accelerator, Tevatronen, som er placeret i USA.
Acceleratoren er finansieret og bygget af mere end 10.000 forskere og ingeniører fra mere end 100 forskellige lande. Desuden har flere hundrede universiteter og laboratorier bidraget til projektet. Den 10. september 2008 blev to protonstråler succesfuldt sendt hele vejen rundt i hovedringen. Kun ni dage efter den succesfulde opstart, opstod en alvorlig fejl mellem to superledende magneter og store mængder (omkring seks tons) flydende helium løb ud i tunnelen. Skaden viste sig at være så omfattende, at acceleratoren først var klar til brug i november 2009. Det blev ved ulykkestidspunktet anslås at det ville koste omkring 120 millioner kroner at udbedre skaderne.
Den 4. juli 2012 blev det ved et pressemøde på CERN annonceret, at både CMS og ATLAS eksperimenterne havde fundet en ny skalar boson med en signifikans på henholdsvis 4.9σ og 5.0σ. Den nye boson har en masse på omkring 125 GeV og den er muligvis den eftersøgte Higgs-partikel. Det vil dog kræve nærmere analyse at konkludere hvorvidt den nye partikel stemmer overens med Higgs-bosonen i Standardmodellen.
Ved udgangen af 2012 blev acceleratoren lukket ned i to år, mens der blev udført en opgradering af maskinen. I tiden hvor opgraderinge stod på analyserede man enorme mængder af data, som acceleratoren havde genereret i løbet af 2012. I 2015 blev LHC startet i den opgraderede version, som nu kan generere 6,5 TeV per beam.
LHC's klyngecomputer / Computer Grid er verdens største computer netværk. Data fra kollisioner produceres i fantastiske mængder, adskillige petabytes per år, hvilket var en stor udfordring ved starten af LHC. For at kunne analysere så store mængder data blev der oprettet et grid-baseret datanet som forbinder 170 data centre i 42 lande i 2017
Dette globale Computer Grid opbevarer, distribuerer og analyserer de ca. 25 Petabytes (25 million Gigabytes) data som genereres årligt af Large Hadron Collider"

## Sikkerhed og kritik
Der har imidlertid været megen debat om, hvorvidt der ved disse protonsammenstød er en minimal risiko for at der, pga. den voldsomme energi, vil kunne skabes et sort hul, der kunne opsuge Jorden. LHC Safety Study Group, en gruppe af uafhængige videnskabsmænd, har dog, både i 2003 og 2008, vurderet, at der ingen fare er ved dette forsøg. Til trods herfor har en 16-årig indisk pige taget sit eget liv, af frygt for det postulerede armageddon.
De forsøg som forskerne laver med LHC er ikke anderledes end det som foregår i universet hele tiden. Dette er et godt argument for, at der ikke er nogen fare ved brugen af acceleratoren. Hvis der var risiko for at et sort hul ville opstå og opsluge Jorden, ville det være sket for længst, da protoner smadrer sammen alle steder i universet hele tiden.